# Athletissima 2025
Ten artykuł dotyczy trwającego lub niedawnego wydarzenia sportowego. Informacje w nim zamieszczone mogą się zmienić lub zdezaktualizować wraz z postępem zdarzenia. Początkowe doniesienia, wyniki lub statystyki mogą być niepewne. Ostatnie aktualizacje do tego artykułu mogą nie odzwierciedlać najbardziej aktualnych informacji.
Athletissima 2025 – 50. edycja międzynarodowego mityngu lekkoatletycznego, który odbywa się w dniach 19-20 sierpnia 2025 roku na Stade Olympique de la Pontaise w Lozannie w Szwajcarii. Zawody są trzynastą odsłoną znajdującej się w kalendarzu Diamentowej Ligi, cyklu najbardziej prestiżowych mityngów lekkoatletycznych, organizowanych pod egidą World Athletics w sezonie 2025.

## Program mityngu
Źródło: omegatiming.com.
19 sierpnia
Mężczyźni
| Godzina | Konkurencja   |
| ------- | ------------- |
| 18:00   | Skok o tyczce |

20 sierpnia
| Godzina | Konkurencja                |
| ------- | -------------------------- |
| 19:30   | Pchnięcie kulą             |
| 20:23   | Bieg na 110 m przez płotki |
| 20:50   | Skok w dal                 |
| 20:55   | Bieg na 5000 m             |
| 21:23   | Bieg na 800 m              |
| 21:32   | Bieg na 400 m przez płotki |
| 21:40   | Bieg na 100 m              |

| Godzina | Konkurencja                   |
| ------- | ----------------------------- |
| 18:30   | Bieg na 100 m                 |
| 19:30   | Rzut oszczepem                |
| 20:04   | Bieg na 400 m                 |
| 20:05   | Skok o tyczce                 |
| 20:11   | Bieg na 800 m                 |
| 20:25   | Skok wzwyż                    |
| 20:29   | Bieg na 3000 m z przeszkodami |
| 20:49   | Bieg na 200 m                 |
| 21:14   | Bieg na 100 m przez płotki    |
| 21:52   | Sztafeta 4 x 100 m            |

## Wyniki
| WR – rekord świata \| WL – najlepszy wynik na listach światowych w sezonie \| AR – rekord kontynentu \| NR – rekord kraju \| PB – rekord życiowy SB – najlepszy wynik w sezonie \| MR – rekord mityngu \| DLR – rekord Diamentowej Ligi |

### Mężczyźni
| Konkurencja                | 1. miejsce        | Rezultat | 2. miejsce                       | Rezultat     | 3. miejsce      | Rezultat      |
| Bieg na 100 m              | Oblique Seville   | 9,87     | Noah Lyles                       | 10,02 (,014) | Ackeem Blake    | 10,02 (,016)  |
| Bieg na 800 m              | Josh Hoey         | 1:42,82  | Emmanuel Wanyonyi                | 1:43,29      | Mohamed Attaoui | 1:43,38       |
| Bieg na 5000 m             | Isaac Kimeli      | 13:07,67 | Grant Fisher                     | 13:08,51     | Eduardo Herrera | 13:09,50      |
| Bieg na 110 m przez płotki | Cordell Tinch     | 12,98    | Jamal Britt                      | 13,13        | Trey Cunningham | 13,19         |
| Bieg na 400 m przez płotki | Ezekiel Nathaniel | 48,08    | Trevor Bassitt                   | 48,14 =SB    | Matic Ian Guček | 49,23         |
| Pchnięcie kulą             | Joe Kovacs        | 22,04    | Leonardo Fabbri                  | 21,77        | Adrian Piperi   | 21,49         |
| Skok o tyczce              | Emanuil Karalis   | 6,02     | Thibaut Collet Renaud Lavillenie | 5,82         | Nie przyznano   | Nie przyznano |
| Skok w dal                 | Anvar Anvarov     | 7,84     | Simon Ehammer                    | 7,72         | Tajay Gayle     | 7,71          |

### Kobiety
| Konkurencja                   | 1. miejsce                                      | Rezultat   | 2. miejsce        | Rezultat      | 3. miejsce               | Rezultat      |
| Bieg na 100 m                 | Torrie Lewis                                    | 11,31      | Delphine Nkansa   | 11,33         | Sophia Junk              | 11,35         |
| Bieg na 200 m                 | Brittany Brown                                  | 22,23      | Favour Ofili      | 22,31         | Marie Josée Ta Lou-Smith | 22,37 SB      |
| Bieg na 400 m                 | Henriette Jæger                                 | 50,09      | Lieke Klaver      | 50,17         | Isabella Whittaker       | 50,63         |
| Bieg na 800 m                 | Keely Hodgkinson                                | 1:55,69 MR | Audrey Werro      | 1:57,34       | Georgia Hunter Bell      | 1:57,55       |
| Bieg na 3000 m z przeszkodami | Doris Lemngole                                  | 9:16,36    | Sembo Almayew     | 9:20,39       | Olivia Markezich         | 9:20,73       |
| Bieg na 100 m przez płotki    | Nadine Visser                                   | 12,45      | Masai Russell     | 12,53         | Ditaji Kambundji         | 12,54         |
| Sztafeta 4 x 100 m            |                                                 |            |                   |               |                          |               |
| Skok o tyczce                 | Lea Bachmann Hanga Klekner Angelica Moser       | 4,35       | Nie przyznano     | Nie przyznano | Nie przyznano            | Nie przyznano |
| Skok wzwyż                    | Christina Honsel Nicola Olyslagers Maria Żodzik | 1,91       | Nie przyznano     | Nie przyznano | Nie przyznano            | Nie przyznano |
| Rzut oszczepem                | Adriana Vilagoš                                 | 63,02      | Jo-Ané du Plessis | 58,89         | Elina Dzenngo            | 58,82         |

## Rekordy
Podczas zawodów ustanowiono 1 rekord mityngu.
| Zawodnik         | Reprezentacja   | Konkurencja   | Rezultat |
| ---------------- | --------------- | ------------- | -------- |
| Keely Hodgkinson | Wielka Brytania | bieg na 800 m | 1:55,69  |